# Norbert Steger
Norbert Steger (ur. 6 marca 1944 w Wiedniu) – austriacki polityk i prawnik, działacz Wolnościowej Partii Austrii (FPÖ) i jej przewodniczący w latach 1980–1986, deputowany, od 1983 do 1987 wicekanclerz Austrii.

## Życiorys
W wieku 10 lat dołączył do Wiedeńskiego Chóru Chłopięcego. Kształcił się później w szkole muzycznej. Ukończył studia prawnicze na Uniwersytecie Wiedeńskim (promocja w 1970). Od 1970 pracował jako prawnik, w 1975 rozpoczął prywatną praktykę w zawodzie adwokata.
W 1965 dołączył do Ring Freiheitlicher Studenten, organizacji studenckiej powiązanej z Wolnościową Partią Austrii. Zaangażował się również w działalność polityczną w ramach FPÖ. W 1975 został jej wiceprzewodniczącym w Wiedniu, a w 1977 stanął na czele tego stołecznego oddziału ugrupowania. Od 1978 był wiceprzewodniczącym federalnych struktur FPÖ, następnie w latach 1980–1986 pełnił funkcję przewodniczącego partii. Był również wiceprzewodniczącym Międzynarodówki Liberalnej. Między 1979 a 1986 zasiadał w Radzie Narodowej XV i XVI kadencji. Wprowadził swoje ugrupowanie do koalicji rządowej z Socjaldemokratyczną Partią Austrii. W jej ramach od maja 1983 do stycznia 1987 sprawował urząd wicekanclerza, powierzono mu również kierowanie ministerstwem handlu i przemysłu.
W ramach FPÖ reprezentował skrzydło liberalne. Utracił władzę w partii w 1986 na rzecz Jörga Haidera, przedstawiciela konkurencyjnego skrzydła prawicowego. Po odejściu z rządu Norbert Steger zrezygnował z aktywności politycznej, powracając do praktyki prawniczej. W 2010 z rekomendacji FPÖ został członkiem ORF-Stiftungsrat, rady Österreichischer Rundfunk pełniącej funkcje zarządcze i kontrolne. W 2018 wybrany na przewodniczącego tego gremium.
Ojciec koszykarki i polityk Petry Steger.